# Liste von Kreuzschleppern
Die Liste von Kreuzschleppern enthält Darstellungen des kreuztragenden Christus als Freifigur, die seit dem 18. Jahrhundert insbesondere in der Region Franken als Sonderform des Bildstocks Verbreitung fanden. 

## Baden-Württemberg

### Regierungsbezirk Stuttgart

#### Main-Tauber-Kreis
| Standort                          | Datierung       | Koordinate | Eckdaten | Bild                              |
| --------------------------------- | --------------- | ---------- | -------- | --------------------------------- |
| Bad Mergentheim, Kurgarten        | 1725            | ⊙          |          | Bad Mergentheim, Kurgarten        |
| Dittigheim, Obere Torstraße 3     | 1768            | ⊙          |          | Dittigheim, Obere Torstraße 3     |
| Großrinderfeld, Friedhofstraße 14 | bez. 1741       | ⊙          |          | Großrinderfeld, Friedhofstraße 14 |
| Großrinderfeld, Hof Baiertal 11   | 1765            | ⊙          |          | Großrinderfeld, Hof Baiertal 11   |
| Großrinderfeld, Landesstraße 578  | 1863            | ⊙          |          | Großrinderfeld, Landesstraße 578  |
| Hochhausen, Rote Steig            | Ohne            | ⊙          |          |                                   |
| Impfingen, Lange Steige           | 1879            | ⊙          |          | Impfingen, Lange Steige           |
| Krensheim, Neue Straße 28         | bez. 1710       | ⊙          |          |                                   |
| Külsheim, Landesstraße 509        |                 | ⊙          |          | Külsheim, Landesstraße 509        |
| Löffelstelzen, Alte Steige        | 1750            | ⊙          |          | Löffelstelzen, Alte Steige        |
| Markelsheim, Schulberg 9          | 18. Jahrhundert | ⊙          |          | Markelsheim, Schulberg 9          |
| Steinbach, Straße nach Hundheim   | 1889            | ⊙          |          | Steinbach, Straße nach Hundheim   |

## Bayern

### Mittelfranken

#### Landkreis Erlangen-Höchstadt
| Standort                                   | Datierung | Koordinate | Eckdaten                                                      | Bild                                       |
| ------------------------------------------ | --------- | ---------- | ------------------------------------------------------------- | ------------------------------------------ |
| Höchstadt an der Aisch, Bamberger Straße 9 | bez. 1728 | ⊙          | kniender Christus, Blick nach vorne; auf Postament; Inschrift | Höchstadt an der Aisch, Bamberger Straße 9 |

#### Landkreis Neustadt an der Aisch-Bad Windsheim
| Standort                      | Datierung | Koordinate | Eckdaten | Bild                          |
| ----------------------------- | --------- | ---------- | --- | ----------------------------- |
| Altmannshausen, Im Friedhof   | bez. 1761 | ⊙          | kriechender Christus, Blick nach unten; auf Postament, Reliefs: Maria, sieben Schmerzen, Rocaillereahmung; Inschrift: „Dem Creutztragenden Jeßu/ Und Seiner biß in Todt Mitley/ denden Mutter Maria zu Ehren/ hat Mathäus Leydinger und/ Anna seine Ehefrau dieses Bildnus/ aufrichten lassen/ Anno 1761“ | Altmannshausen                |
| Markt Bibart, Rathausgasse 20 | bez. 1731 | ⊙          | kriechender Christus, Blick nach unten auf Postament, Reliefs: Engelsköpfe, Rankwerk; Inschrift: „Der Ersame/ Georg Beringer/ Im Jahre Christi 1731“ | Markt Bibart, Rathausgasse 20 |

### Oberfranken

#### Landkreis Bamberg
Reliefs des kreuztragenden Christus sind außerdem zu finden in: Pettstadt
| Standort               | Datierung            | Koordinate | Eckdaten | Bild                   |
| ---------------------- | -------------------- | ---------- | --- | ---------------------- |
| Baunach, Kapellenweg   | bez. 1743            | ⊙          | Sandstein; Postament |                        |
| Busendorf              | bez. 1769            | ⊙          | zwei Baluster |                        |
| Großgressingen, Tannig | wohl 1834            | ⊙          | Höhe 310 cm, Sandstein; Christus kniend, Hand auf Steinhaufen; Säule, rechteckiger Schaft (ehemals runder Schaft); Inschrift (unleserlich)                                                                                 |                        |
| Gunzendorf, Platte     | bez. 1711            | ⊙          | Sandstein |                        |
| Hof, Böswiesenholzweg  | bez. 1721            | ⊙          | Höhe 348 cm, Sandstein Christus aufblickend, Hand auf Steinhaufen, Kette Säule und V-förmiger Säulenaufsatz, Inschrift in Aufsatz Inschrift: „ADAM/ GÖTZ UND/ ANNA SEINE/ FRAU HABEN/ DIESEN BILD/STOCK GEST./ Z. VEREHR.“ |                        |
| Lauf, Lindenplatz      | 18. Jahrhundert      | ⊙          | Sandstein Postament |                        |
| Steinfeld, Zweitel     | 1900                 | ⊙          | Sandstein Christus kriechend, Blick nach vorne, Kreuz erneuert, Seil Postament, Schutzdach Inschrift: „‚Folget mir nach!‘/ Errichtet zur Ehre Gottes/ von/ Joh. Linz Untersteinfeld/ 1900.“                                | Steinfeld, Zweitel     |
| Unterneuses, Nummer 20 | 1713, renoviert 1810 | ⊙          | Sandstein Jesus kriechend, Blick nach vorne, Steinhaufen, Kette zwei Baluster, rückseitige Mauer, Wappenkartuschen | Unterneuses, Nummer 20 |

#### Stadt Bamberg
| Standort                    | Datierung | Koordinate | Eckdaten | Bild                        |
| --------------------------- | --------- | ---------- | -------- | --------------------------- |
| Bamberg, Grünhundsbrunnen 3 | um 1880   | ⊙          |          | Bamberg, Grünhundsbrunnen 3 |

#### Landkreis Bayreuth
Relief Waischenfeld, 1734. Kein echter aber Abwandlung.
| Standort               | Datierung | Koordinate | Eckdaten | Bild                   |
| ---------------------- | --------- | ---------- | -------- | ---------------------- |
| Hollfeld, Gangolfsberg | 1728      | ⊙          |          | Hollfeld, Gangolfsberg |

#### Landkreis Coburg
| Standort               | Datierung       | Koordinate | Eckdaten | Bild                   |
| ---------------------- | --------------- | ---------- | -------- | ---------------------- |
| Neundorf, Kreuzberg 11 | 18. Jahrhundert | ⊙          |          | Neundorf, Kreuzberg 11 |

#### Landkreis Forchheim
| Standort                                         | Datierung       | Koordinate | Eckdaten | Bild                                      |
| ------------------------------------------------ | --------------- | ---------- | -------- | ----------------------------------------- |
| Eggolsheim, Josef-Kolb-Straße/Ecke Stürmiger Weg | 1759            | ⊙          |          |                                           |
| Forchheim, Klosterstraße 12                      | bez. 1717       | ⊙          |          | Forchheim, Klosterstraße 12               |
| Gößweinstein, Balthasar-Neumann-Straße 26        | bez. 1890       | ⊙          |          | Gößweinstein, Balthasar-Neumann-Straße 26 |
| Kauernhofen, Andreas-Knauer-Straße               | 18. Jahrhundert | ⊙          |          |                                           |
| Kreuzberg, Hintere Röte                          | 19. Jahrhundert | ⊙          |          |                                           |
| Leutenbach, Am Kirchplatz 13                     | 1774            | ⊙          |          |                                           |
| Leutenbach, Hoher Steg                           | bez. 1744       | ⊙          |          |                                           |
| Reifenberg, Aussiedlerhof                        | 18. Jahrhundert | ⊙          |          |                                           |
| Rettern, Am Käsmarkt                             | 1739            | ⊙          |          |                                           |
| Schirnaidel, Kreuzschleifer                      | 18. Jahrhundert | ⊙          |          | Schirnaidel, Kreuzschleifer               |
| Unterstürmig, Buttenheimer Straße 4              | bez. 1781       | ⊙          |          | Unterstürmig, Buttenheimer Straße 4       |

#### Landkreis Kronach
| Standort                             | Datierung       | Koordinate | Eckdaten | Bild                                 |
| ------------------------------------ | --------------- | ---------- | -------- | ------------------------------------ |
| Kreuzberg, Kreuzweg                  | 1718            | ⊙          |          | Kreuzberg, Kreuzweg                  |
| Kronach, Kreuzbergstraße             | 18. Jahrhundert | ⊙          |          | Kronach, Kreuzbergstraße             |
| Neukenroth, Ludwigsstädter Straße 53 | 1789            | ⊙          |          | Neukenroth, Ludwigsstädter Straße 53 |
| Rothenkirchen, Am Markt 11           | bez. 1732       | ⊙          |          | Rothenkirchen, Am Markt 11           |
| Steinwiesen, Kronacher Straße 42a    | 18. Jahrhundert | ⊙          |          | Steinwiesen, Kronacher Straße 42a    |
| Wallenfels, Am Schloßberg 4          | 1722            | ⊙          |          | Wallenfels, Am Schloßberg 4          |
| Wallenfels, Kellerstraße 3           | 1717            | ⊙          |          | Wallenfels, Kellerstraße 3           |
| Wellesberg                           | 1800            | ⊙          |          | Wellesberg                           |
| Windheim, Kirchgasse                 | 18. Jahrhundert | ⊙          |          | WindheimKirchgasse                   |
| Zeyern, Kronacher Straße 28          | 1715            | ⊙          |          | Zeyern, Kronacher Straße 28          |

#### Landkreis Lichtenfels
| Standort                                    | Datierung | Koordinate | Eckdaten | Bild                                        |
| ------------------------------------------- | --------- | ---------- | --- | ------------------------------------------- |
| Bad Staffelstein, Weg nach Vierzehnheiligen | bez. 1746 | ⊙          | | Bad Staffelstein, Weg nach Vierzehnheiligen |
| Ebensfeld, Dientzenhoferstraße              | 1812      | ⊙          | | Ebensfeld, Dientzenhoferstraße              |
| Frauendorf, Katzenstein                     | 1767      | ⊙          | | Frauendorf, Katzenstein                     |
| Isling, Spiesberg                           | um 1760   | ⊙          | | Isling, Spiesberg                           |
| Köttel                                      | 1761      | ⊙          | | Köttel                                      |
| Lichtenfels, Bamberger Straße 14            | 1720      | ⊙          | | Lichtenfels, Bamberger Straße 14            |
| Prächting, Kehl                             | 1720      | ⊙          | Johannes Absalon Burckhart Christus kriechend, Blick nach vorn Rechtecksäule reich profiliert, Kapitell mit Seraph, Rankwerk                                                                                        | Prächting, Kehl                             |
| Prügel, Schneidersknock                     | bez. 1730 | ⊙          | Kalkstein Christus kriechend, Seil Postament, Inschriftenmedaillon | Prügel, Schneidersknock                     |
| Weismain, Oberes Tor                        | 1714      | ⊙          | Sandstein Christus kniend, Blick zur Seite Rechtecksäule, Wappenmedaillon, Inschriften Inschriften: „O CREVTZ/ TRAGENDER/ IESVS/ WVND MACH VNS/ AN TER SEEL/ GESVND GIEB/ VNS IN TOT EIN/ SELIGS END“ (vorne) [...] | Weismain, Oberes Tor                        |

### Oberpfalz

#### Landkreis Cham
| Standort                | Datierung           | Koordinate | Eckdaten | Bild                    |
| ----------------------- | ------------------- | ---------- | -------- | ----------------------- |
| Tiefenbach, Michelsthal | 18./19. Jahrhundert | ⊙          |          | Tiefenbach, Michelsthal |

### Unterfranken

#### Landkreis Aschaffenburg
| Standort                   | Datierung       | Koordinate | Eckdaten | Bild                       |
| -------------------------- | --------------- | ---------- | -------- | -------------------------- |
| Ernstkirchen, Pfarrgut     | 1914/1918       | ⊙          |          | Ernstkirchen, Pfarrgut     |
| Hörstein, Schmiedstraße 16 | 18. Jahrhundert | ⊙          |          | Hörstein, Schmiedstraße 16 |

#### Landkreis Bad Kissingen
| Standort                                     | Datierung                     | Koordinate | Eckdaten | Bild                                      |
| -------------------------------------------- | ----------------------------- | ---------- | --- | ----------------------------------------- |
| Arnshausen, Alter Dorfring 18                | bez. 1766                     | ⊙          | Prozessionsaltar in Arnshausen, Alter Dorfring 18 | Arnshausen, Alter Dorfring 18             |
| Bad Brückenau, Kirchplatz                    | um 1716                       | ⊙          | Höhe (Kreuzschlepper) 140 cm, Sandstein Christus kriechend, Blick zur Seite, Kette, Häscher Prozessionsaltar mit Kreuzschlepper, Wappen Fürstabt Conrad von Buttlar, Sockel, Zierrat Inschrift: „1716“ | Bad Brückenau, Kirchplatz                 |
| Bad Kissingen, Platz Heimattreue             | bez. 1713 u. 1723             | ⊙          | | Bad Kissingen, Platz Heimattreue          |
| Burkardroth, Am Marktplatz 1                 | bez. 1684                     | ⊙          | | Burkardroth, Am Marktplatz 1              |
| Ebenhausen, Schweinfurter Straße             | bez. 1720                     | ⊙          | | Ebenhausen, Schweinfurter Straße          |
| Eltingshausen, Sankt-Martin-Straße 9         | 18. Jahrhundert               | ⊙          | | Eltingshausen, Sankt-Martin-Straße 9      |
| Elfershausen, August-Ullrich-Straße 7        | 18. Jahrhundert               | ⊙          | | Elfershausen, August-Ullrich-Straße 7     |
| Elfershausen, Biege                          | 1720                          | ⊙          | Höhe 280 cm, Sandstein Christus kriechend, Blick zur Seite, Kette Rundsäule, Kapitell, Jahreszahl 1725 | Elfershausen, Biege                       |
| Euerdorf, Ringstraße                         | bez. 1716                     | ⊙          | | Euerdorf, Ringstraße                      |
| Frankenbrunn, Heinig                         | bez. 1884                     | ⊙          | Höhe 280 cm, Sandstein Christus kriechend, Blick nach vorne Rechtecksäule, Kapitell, Inschrift Inschrift: „GEWIDMET VON JOHANN MUTZ“ |                                           |
| Frauenroth, Staatsstraße 2430                | 1922                          | ⊙          | |                                           |
| Fuchsstadt, Frühlingsstraße                  | bez. 1747                     | ⊙          | Höhe 240 cm, Sandstein Christus kriechend, Blick nach vorne, Kette Postament, Inschriftenkartuschen mit Rocaillen Inschriften: „GELOBT SEY JESUS CHRISTUS. DIESE BILDNUS HAT GOTT ZU EHREN ANHERO AUFFRICHTEN LASSEN DER EHRSAME JOHANNES RAHNER UND CUNIGUNTHA SEINE EHLICHE HAUSFRAU. 1747“ (Sockel), „ER IST VERWUNDET WORDEN UMB UNSERER MISSETHAT WILLEN UND IST UMB UNSERER SÜNDEN WILLEN ZERSCHLAGEN. ISA. 53 CAP.“ (Basis)            |                                           |
| Gauaschach, Kreuzstraße                      | bez. 1640                     | ⊙          | Abgegangen, Höhe 300 cm, Sandstein Christus kriechend, Blick zur Seite, Steinhaufen, Kette Rechtecksäule, Kapitell, Inschriftenmedaillon Inschriften: „GELOBT SEY JESUS CHRISTUS“ (Kapitell), „WER SEIN CREUTZ AUF SICH NIMMT,/ DER FOLGE MIR NACH. 1640“ |                                           |
| Gauaschach, Lehmgrube                        | bez. 1785                     | ⊙          | Höhe 365 cm, Sandstein Christus kriechend, Blick nach oben, Kette Rechtecksäule, Kapitell, Blattwerk, Inschriften Inschriften: „SCHAUET AN OB/ EIN SCHMERTZ IST/ WIE DER MEINE.“ (Kapitell), „WER SEIN CREUTZ NICHT AUF SICH NIMMT/ UND MIR NACH FOLLGT IST MEINER NICHT WERTH/ GESTIEFTET DER EHRSAMME PHILLIB GÖWELL/ UND CATHARINA SEINE EHLIGE HAUSFRAU/ 1782“ (Sockel)                                                                   |                                           |
| Großwenkheim, Kirchberg                      | bez. 1767                     | ⊙          | |                                           |
| Großwenkheim, Steinweg                       | bez. 1733                     | ⊙          | |                                           |
| Hammelburg, Friedhofstraße                   | 18. Jahrhundert               | ⊙          | Höhe 290, Sandstein Christus kriechend, Blick zur Seite, Kette Rundsäule, Kapitell, Inschrift Inschrift: „O MENSCH STEHE STIL UND SCHAU MICH ANN, GEDENCT DEINE SÜND SEIND SCHULT DARAN DAß ICH DAß SCHWÄRE CREUTZ GETRAGEN UND GELITHEN VILLE PLAGEN. DIESE BILDNÜß HAT GOTT ZU EHREN HIER AUFRICHT LASSEN DIE EHRSAME FRAU MAGTHALENA MELTZM IHRER TOCHTER CATHARINA KIRCHNERIN VERLEBNUS V. LANGWIRIGER KRANKHEIT ZUM SEELIGEN ANDENCTHEN“ | Hammelburg, Friedhofstraße                |
| Hammelburg, Wüstenei                         | bez. 1723                     | ⊙          | Höhe 300 cm, Sandstein Christus kriechend, Blick nach vorne, Kette Rundsäule, Kapitell, Inschrift Inschriften: „ALLE DIE MIT CREUTZ BELAHTEN SEYNT, KOMEN UND FOLGEN MIR NACH“ (vorne), „WERNER DRUNCK UND SEINE EHLIGE HAUSFRAU MARGARETHA, DRUNCIN. 1723“ | Hammelburg, Wüstenei                      |
| Lager Hammelburg                             | 18. Jahrhundert               | ⊙          | ursprüngliche Höhe 250 cm, Sandstein Christus kriechend, Blick zur Seite, Steinhaufen, Kette Postament (ursprünglich Säule, Kapitell) ursprüngliche Inschrift: „WER SEIN CREUTZ NICHT AUF SICH/ NIMBT UND FOLGT MIR NACH DER/ IST MEIN NICHT WERTH. 1744“ |                                           |
| Machtilshausen, Weinbergstraße               | bez. 1731                     | ⊙          | Höhe 250 cm, Sandstein Christus kriechend, Blick zur Seite Postament, Inschrift Inschrift: „GELOBT SEY JESUS CHRISTUS/ GOTT UND DEM GECREUTZIGSTEN HEYLAND/ JESU CHRISTY ZU EHREN UND ZU GEDÄCHTNIS. ADAM/ LELLSEET: 1668 SCHULTHEIß DAHIR UND DESSEN EHR/ SAMMEN LIBTERLEIN ADAM SELL SCHULTHEIß ZU/ MATILSHAUSEN UND JOHANNES HALBIG DA/ HIER U. CATHARINA SEINE HAUSFRAU DIESE BILTNUSS ANHERO GESTELLT WORDEN. 1774“                      |                                           |
| Münnerstadt, Kirchtal                        | bez. 1755                     | ⊙          | | Münnerstadt, Kirchtal                     |
| Münnerstadt, Zentstraße                      | bez. 1766                     | ⊙          | |                                           |
| Neuwirtshaus, Fuldaer Straße 13              | bez. 1727                     | ⊙          | Höhe 360 cm, Sandstein Christus kriechend, Blick zur Seite, Kette Rundsäule, Kapitell, Inschriften Inschriften: „O MENSCH STEHE STILL UND SCHAU MICH AN, GEDENC DEINE SÜND SEIND SCHULT DARAN/ DAß ICH DAS SCHWERE CREUTZ GETRAGEN/ UND GELITTEN VILLEN BLAGEN.“ (vorne), „DIESE BILTNIS HAT GOTT ZU EHREN/ HIER AUFRICHTEN LASSEN JOHANNES HALL/ SEINEN SOHN JOHANNES WALLTER ZUM EWIGEN ANTENCTEN/ SO GESTORBEN ANNO 1723 SEINES ALTERS.“   | Neuwirtshaus, Fuldaer Straße 13           |
| Nüdlingen, Wurmerich                         | 18./19. Jahrhundert           | ⊙          | |                                           |
| Oberthulba, Obere Torstraße 8                | 18. Jahrhundert               | ⊙          | Höhe 77 cm, Sandstein Christus kriechend, Blick zur Seite, Kette auf der Hofmauer, Sockel | Oberthulba, Obere Torstraße 8             |
| Poppenlauer, Münnerstädter Berg              | bez. 1763                     | ⊙          | nicht nachqualifiziert |                                           |
| Ramsthal, Hauptstraße 9                      | bez. 1660                     | ⊙          | Höhe 120 cm, Sandstein Christus kriechend, Blick zur Seite, Kette auf Hofmauer, Basisplatte, Inschrift Inschrift: „O MENSCH STEHE STILL UND SCHAU MICH AN, DAß DEINE SÜNDT SEINDT SCHULT DARAN. HANS W. M. UND O. – SEIN G. H. GEOPFERT HAB, WAS ICH HAB VOR DICH GEDAN. ANNO 1728 DEN 14. JULI“ |                                           |
| Ramsthal, Hauptstraße 44                     | bez. 1724                     | ⊙          | kleine Kreuzschlepperfigur auf Pfeilerbildstock | Ramsthal, Hauptstraße 44                  |
| Rannungen, Ludwig-Erhard-Straße              | 1742                          | ⊙          | | Rannungen, Ludwig-Erhard-Straße           |
| Reiterswiesen, Eichesberg                    | bez. 1721                     | ⊙          | | Reiterswiesen, Eichesberg                 |
| Reiterswiesen, Flurstraße 8                  | 1872                          | ⊙          | | Reiterswiesen, Flurstraße 8               |
| Reiterswiesen, Kissinger Straße 131          | um 1900                       | ⊙          | | Reiterswiesen, Kissinger Straße 131       |
| Rottershausen, Rannunger Weg                 | 1789                          | ⊙          | | Rottershausen, Rannunger Weg              |
| Schönderling, An der Au                      | bez. 1744                     | ⊙          | Sandstein Christus kriechend, ohne Steinhaufen, Kette Rundsäule mit Kapitellinschrift Inschrift: „Wer mir dienen will der/ nehm’ sein Creutz u: folge mir“ | Schönderling, An der Au                   |
| Seubrigshausen, Thundorfer Weg               | bez. 1811                     | ⊙          | | Seubrigshausen, Thundorfer Weg            |
| Sulzthal, Alte Straße                        | 18. Jahrhundert               | ⊙          | Höhe 350 cm, Sandstein Christus kriechend, Blick zur Seite, Kette, tretender Häscher Rundsäule, Kapitell, Inschrift Inschrift: „Ich hielte Meinen Rückhen dar, dene/ Die mich schlugen. Esai. 50, E. 6.“ | Sulzthal, Alte Straße                     |
| Sulzthal, Am Lagberg                         | bez. 1770                     | ⊙          | Höhe 400 cm, Sandstein Christus kriechend, Blick zur Seite, Kette Rundsäule, Kapitell, Sockelinschriften Inschriften: „ALLE DIE IHR DEN WEG FÜRÜBER GEHET, MERCET DOCH UND SEHET OB AUCH EIN SCHMERTZ SEY WIE MEIN SCHMERTZ. – JERIC.“ (vorne), „DIESE BILTNUß HAT GOTT ZU EHREN HIERHER AUFRICHTEN LASSEN DER EHR UND ACHTBARE JOHAN CONRAD HARWIG UND ANNA SEINE EHLICHE HAUSFRAU. 1770“                                                    | Sulzthal, Am Lagberg                      |
| Sulzthal, Staatsstraße 2290                  | bez. 1720                     | ⊙          | Höhe 305 cm, Sandstein Christus kriechend, Blick zur Seite, Kette Rundsäule, Kapitell, Inschriften Inschriften: „WER MIR DIENEN WIL, DER NEHME SEIN CREUTZ AUF SICH UND FOLGE MIHR NACH.“ (Sockel), „DIESES BILTNUS HAT GOTT ZU EHRE HIER AUFRICHTEN LASSEN DER EHR UND ACHTBARE NICOLAUS REICHERT UND MARGARETHA SEINE EHLICHE HAUSFRAU. 1720.“                                                                                              | Sulzthal, Staatsstraße 2290               |
| Thulba, Sankt-Lambert-Straße                 | bez. 1723                     | ⊙          | Höhe 290 cm, Sandstein Christus kriechend, Blick zur Seite, Kette Rundsäule, Kapitell, Inschriften Inschriften: „DER KEINE SVNDT GETHAN HAT UNß GELITTEN DAß ALLE SEINE FVSSTAPFE FOLGEN. 1. DETZ. AM [...]“ (vorne), „BILD UND RAT GOTT ZU EHREN MACHEN LASSEN NICOLAUS MAHN. 1723“ (Name: „Mahnsbüttner“, da Familie Mahn Büttner) | Thulba, Sankt-Lambert-Straße              |
| Thundorf in Unterfranken, Stadtlauringer Weg | bez. 1739                     | ⊙          | |                                           |
| Trimberg, Hugo-von-Trimberg-Straße           | bez. 1732                     | ⊙          | Abgegangen, Höhe 150 cm, Sandstein Christus kriechend, Blick zur Seite, Kette Rechtecksäule, Kapitell, Inschriften Inschriften: „GELOBT SEI JESUS CHRISTUS, 1732“ (vorne), „DIESE BILDNUS HAT GOTT ZU EHREN HIER AUFFRICHTEN LASSEN/ DER EHRSAMME JOHANN ADAM MARER/ UND CATHARINA SEINE EHLICHE HAUSFRAU.“ |                                           |
| Untererthal, Gregor-Stolz-Straße 1           | 18. Jahrhundert/1953 erneuert | ⊙          | Höhe 400 cm, Sandstein Christus kriechend, Blick zur Seite, Kette Rundsäule, Kapitell, Inschriften Inschriften: „WER SEIN CREUTZ AUF SICH NIMMT UND FOLGT MIR NACH, DER IST MEINER NICHT VERTH. MATH., 38.“ (Kapitell), „MEIN JESUS BARMHWRTZIGKWIT/ JESUS FÄLLT ZUR ERDE NIEDER./ UNSERE SÜNDE DRÜCKT IHN NIEDER. ER, DER HIER IM STAUBE LIEGT,/ HAT DIE SÜND AM KREUZ BESIEGT.“ (Sockel)                                                    | Untererthal, Gregor-Stolz-Straße 1        |
| Untereschenbach, Untereschenbacher Straße    | bez. 1727                     | ⊙          | Höhe 340 cm, Sandstein Christus kriechend, Blick zur Seite, Kette Rundsäule, Kapitell, Inschrift Inschrift: „WER MIR DIENEN WILL DER NIMM SEIN/ CREUTZ AUF SICH UND FOLGE MIR NACH“ (vorne), „DISE BILDNUß HAT GOTT/ ZU EHREN HIER AUFRICHTEN LASSEN/ DER EHRSAME GEORG KRAFFT/ UND ANNA SEINE HAUSFRAU. 1727“ (hinten) | Untereschenbach, Untereschenbacher Straße |
| Wartmannsroth, Schafberg                     | bez. 1752                     | ⊙          | Sandstein Christus kriechend, Blick nach vorne, Kette Rundsäule, Kapitell, Inschriften Inschriften: „O IHR ALLE DIE DEN WEG FÜRÜBER GEHEN MERKET/ DOCH UND SEHET OB EIN SCHMERTZ SEY/ WIE MEIN SCHMERTZ/ THRE. 1 V.R.“ (Kapitell), „DIESE BILDNUß HAT GOTT ZU EHREN AUFRICHTEN LASSEN/ DER EHRSAME JOHANNEß ALS/ HEIMER UND ANNA SEINE HAUSFRAU. 1752“ (Sockel)                                                                               |                                           |
| Wermerichshausen, Schleußinger Holz          | 1845                          | ⊙          | |                                           |
| Wermerichshausen, Steggasse 14               |                               | ⊙          | | Wermerichshausen, Steggasse 14            |
| Westheim, Paulstraße                         | bez. 1710                     | ⊙          | nicht nachqualifiziert, Höhe 340 cm, Sandstein Christus kriechend, Blick zur Seite, Kette Rundsäule, Kapitell, Inschriften Inschriften: „ALLE DIE DEN WEG/ FÜRÜBER GEHET, MERCET/ DICH UND SEHET/ OB AUCH EIN SCHMERTZ SEY WIE MEIN SCHMERTZ.“ (vorne), „DIESES BILDNIS HAT GOTT/ ZU EHREN HIER AUFRICH/ TEN LASSEN. JOHANN FRITZ. 1710/ RENOVIERT 1909“                                                                                      |                                           |
| Windheim, Klingenweg 1                       | bez. 1751                     | ⊙          | Höhe 380 cm, Sandstein Christus kriechend, Blick nach vorne, Kette Rundsäule, Kapitell, Inschriften Inschriften: „O IHR ALLE DIE IHR DEN WEG FÜRÜBER GEHET/ WACHT DOCH UND SEHET OB EYCH/ EIN SCHMERTZ SEYE WIE MEIN SCHMERTZ/ THREN. CAP. 1“ (Kapitell), „DEIN LICHT TRAGE NUN HEILAND JESU CHRISTI/ ZU EHREN HAT DIESE BILDNUß AUFFRICHTEN LASSEN/ DER EHRSAME JOHANNEß ALSHEIMER UND LISSALOTHA/ SEINE EHLIGE HAUSFRAU. 1751“ (Sockel)     | Windheim, Klingenweg 1                    |

#### Landkreis Haßberge
Reliefs des kreuztragenden Christus sind außerdem zu finden in: Bildstock mit Relief Neuses um 1720, Zeil auch Kreuzschlepperlinde an der Mühlleite 1971 gefällt
| Standort                          | Datierung              | Koordinate | Eckdaten | Bild                              |
| --------------------------------- | ---------------------- | ---------- | --- | --------------------------------- |
| Aidhausen, Frankenstraße 22       | um 1800                | ⊙          | | Aidhausen, Frankenstraße 22       |
| Aidhausen, Frankenstraße 27       | 1840                   | ⊙          | | Aidhausen, Frankenstraße 27       |
| Dampfach, Dorfstraße              | 1700/1720              | ⊙          | | Dampfach, Dorfstraße              |
| Gädheim, Sportplatzweg            | um 1810                | ⊙          | | Gädheim, Sportplatzweg            |
| Goßmannsdorf, Hauptstraße 106     | spätes 18. Jahrhundert | ⊙          | | Goßmannsdorf, Hauptstraße 106     |
| Goßmannsdorf, Mittel-Gewend       | bez. 1744              | ⊙          | | Goßmannsdorf, Mittel-Gewend       |
| Hainert, Kreisstraße HAS 12       | 18...?                 | ⊙          | abgegangen |                                   |
| Haßfurt, Bundesstraße 29          | 1660 bis 1690          | ⊙          | nicht nachqualifiziert | Haßfurt, Bundesstraße 29          |
| Kleinsteinach, Obere Dorfstraße   | bez. 1770              | ⊙          | | Kleinsteinach, Obere Dorfstraße   |
| Knetzgau, Staatsstraße 2277       | 18./19. Jahrhundert    | ⊙          | |                                   |
| Limbach, Staatsstraße 2277        | 1730                   | ⊙          | | Limbach, Staatsstraße 2277        |
| Oberschwappach, Scherenbergstraße | bez. 1719              | ⊙          | | Oberschwappach, Scherenbergstraße |
| Neubrunn, Lautererberg            | spätes 18. Jahrhundert | ⊙          | | Neubrunn, Lautererberg            |
| Obertheres, Rathausstraße 17      | bez. 1740              | ⊙          | | Obertheres, Rathausstraße 17      |
| Prappach, Rappberg                | um 1820/1830           | ⊙          | | Prappach, Rappberg                |
| Westheim, Gebrünn                 | bez. 1710              | ⊙          | | Westheim, Gebrünn                 |
| Zeil am Main, Friedhofstraße      | bez. 17... (um 1730)   | ⊙          | Sandstein, Stifter: von Andreas Melchior für den 1726 verstorbenen Sohn Melchior Will, Bildhauer Christus kriechend, Blick zur Seite, Seil Postament, Relief hl. Barbara Inschrift: „GOTT VND SEINEN [...] HAT MELGER WIL [...]/ SEIN [...] DIS[...] SEZEN 17..“ | Zeil am Main, Friedhofstraße      |
| Zeil am Main, Mühlleitenweg       | 1760                   | ⊙          | Sandstein Christus kriechend, Blick zur Seite Postament, Inschrift Inschrift: „Gelobt/ sei/ Jesus Christus“ | Zeil am Main, Mühlleitenweg       |

#### Landkreis Kitzingen
Reliefs des kreuztragenden Christus sind außerdem zu finden in: Astheim: Kreuzträger mit Henkersknechten, 1979; Escherndorf: Marterbildtafel moderne Ausführung, kniender Kreuzträger 100 m westlich Kirche, Escherndorf: Säulenbildstock, Bildrelief Dettelbacher Bildstockmeister 1606
| Standort | Datierung                 | Koordinate | Eckdaten | Bild                                     |
| --- | ------------------------- | ---------- | --- | ---------------------------------------- |
| Astheim, Im Untern Feld | 18. Jahrhundert           | ⊙          | Höhe 175 cm, Sandstein Christus kriechend, Blick zur Seite, Kette Postament, Inschrift in Medaillon, Kupferdach Inschrift: „Gelobt/ sei Jesus/ Christus!“ | Astheim, Im Untern Feld                  |
| Astheim, Staatsstraße 2260 | 18. Jahrhundert           | ⊙          | Sandstein Christus kriechend, Blick zur Seite, Kette Postament, mehrfach erneuert | Astheim, Staatsstraße 2260               |
| Bibergau, Ritterstraße 15 | 18. Jahrhundert           | ⊙          | | Bibergau, Ritterstraße 15                |
| Biebelried, Theilheimer Straße | bez. 1727                 | ⊙          | Höhe 255 cm, Sandstein Postament, Inschrift Inschrift: „O Mensch schau an mein Kreutz den ich bin sanftmütigh und von hertzen demütich wer sein Kreutz nicht aus sich nimbt und folget miher nach der ist meiner nicht weert. Gott zu Ehren hat Johann Leonhard Wenglein und Maria Catharina seine ehliche Haus frau diese Biltnuß daher setzen lassen Anno 1727.“ |                                          |
| Dettelbach, Im Faltertor | bez. 1704                 | ⊙          | ursprüngliche Höhe 300 cm, Sandstein Christus kriechend, Blick zur Seite, Steinhaufen, Seil Rundsäulenstumpf (ursprünglich Rundsäule), Kapitell, Inschrift Inschrift: „Zur Ehren Gottes hab ich Simon Schamberger und meine ehl Haus frauw margereda dise bildnus dahera sezen lasen. 1704.“ | Dettelbach, Im Faltertor                 |
| Dettelbach, Nachtigallenstraße 2 | 18. Jahrhundert           | ⊙          | Höhe ca. 100 cm, Sandstein Christus kriechend, Blick zur Seite, Steinhaufen, Seil Nische, darüber brennendes Herz |                                          |
| Escherndorf, Astheimer Straße | 18. Jahrhundert           | ⊙          | Höhe 220 cm, Länge 115 cm Christus kriechend, Blick zur Seite, Kette Volutenbaluster, dazwischen doppelgesichtige Figur (hl. Veronika, Schweißtuch; hl. Maria), Wappenrelief, Inschrift Inschrift: „REN. EDW. FRÖLICH/ LEON ROMELT.“ | Escherndorf, Astheimer Straße            |
| Escherndorf, Lourdesgrotte | ohne                      | ⊙          | Nachbildung | Escherndorf, Lourdesgrotte               |
| Escherndorf, Lourdeskapelle | 2004                      | ⊙          | Nachbildung | Escherndorf, Lourdeskapelle              |
| Escherndorf, Vogelsburg | bez. 1701                 | ⊙          | Höhe 370 cm, Sandstein Christus kriechend, Blick zur Seite, Steinhaufen, Kette Rundsäule, Wappenrelief, Inschriften im Kapitell und Sockel Inschriften: „HANS ADAM SCHLIER/ MANN SEIN EHLICHE/ FRAW ANNA/ 1701“ und „RENOVIERT 1979/ FAM. HELMUT FRÖHLICH“ | Escherndorf, Vogelsburg                  |
| Euerfeld, Hauptstraße | 18. Jahrhundert           | ⊙          | Höhe 385 cm, Sandstein Rundsäule, Kapitell, Reliefs: Mater dolorosa, Engelkopf, Blatt-, Fruchtwerk | Euerfeld, Hauptstraße                    |
| Euerfeld, Weihergasse 2 | bez. 1695                 | ⊙          | Höhe 120 cm, Sandstein Christus kriechend, Blick zur Seite Postament, Inschriftenmedaillon Inschriften: „16 Georg Scheller 95“ (Medaillon), „G 1803 S“ (Sockel vorne), „WER SEIN CHRIF NICHT AUF SICH NIMBT UND FOLGT MIR NACH TER IST MEINER NICHT WERT“ | Euerfeld, Weihergasse                    |
| Fahr, Kaulberg | bez. 1716                 | ⊙          | | Fahr, Kaulberg                           |
| Fahr, Mönchberg | bez. 1704                 | ⊙          | Höhe ca. 400 cm, Sandstein Christus kriechend, Blick zur Seite, Kette Rechtecksäule, Verdickung mit Seraphen, Kapitell mit Reliefs, Inschrift Inschrift: „Anno 1704 den 31 [...] haben die ehrsamen Michael Keller [...] Sein ehlige hausfrau dieses bilt gott zu ehrn unt ihrer sell zum Trost auf Richten lassen“ | Fahr, Mönchberg                          |
| Geiselwind, Am Fütterseer Berg | 1. Hälfte 18. Jahrhundert | ⊙          | | Geiselwind, Am Fütterseer Berg           |
| Gerlachshausen, Staatsstraße 2270 | bez. 1706                 | ⊙          | Höhe 228 cm, Sandstein Christus kriechend, Blick nach vorne, Steinhaufen Vierkantsäule, Kapitell, Inschrift Inschrift: „ZUER EHREN GOTTES HAB ICH MATES WERP UND MEINE EHLICHE HAUSFRAUW BARBARA DISE BILTNUS DAHERA SEZEN LASEN! ANNO 1706.“ | Gerlachshausen, Staatsstraße 2270        |
| Großlangheim, Bahnhofstraße | bez. 1712                 | ⊙          | Kopie, Original in der Nähe der Kirche, Adresse Kirchplatz 5, Höhe 275 cm, Sandstein Christus kriechend, Blick zur Seite, Steinhaufen, Seil Postament, Untersatz, Inschriften Inschriften: „In deinen Händen, ruht mein Geschick. Ps. 30/15. Halt dich jeden Tag bereit für Zeit, Gericht und Ewigkeit. Von Erde bist du, von der Erde ißt du, Erde wirst du.“ (Kartusche), „Zur Ehren Jesu, Maria, Joseph hat Hans Georg Hencke und Apollonia selige seine gewesene Ehfrauw dise Biltnus hiher setzen lassen. 1717.“ (Sockel vorne), „Dieser Bildstock wurde errichtet im Jahre 1712 durch Georg Henke. Renov. im Jahr 1936.“ (Sockel Seite) | Großlangheim, Bahnhofstraße              |
| Großlangheim, Kirchgasse 5 | bez. 1712                 | ⊙          | Original, Kopie in der Bahnhofstraße, Höhe 275 cm, Sandstein Christus kriechend, Blick zur Seite, Steinhaufen, Seil Postament, Untersatz, Inschriften Inschriften: „In deinen Händen, ruht mein Geschick. Ps. 30/15. Halt dich jeden Tag bereit für Zeit, Gericht und Ewigkeit. Von Erde bist du, von der Erde ißt du, Erde wirst du.“ (Kartusche), „Zur Ehren Jesu, Maria, Joseph hat Hans Georg Hencke und Apollonia selige seine gewesene Ehfrauw dise Biltnus hiher setzen lassen. 1717.“ (Sockel vorne), „Dieser Bildstock wurde errichtet im Jahre 1712 durch Georg Henke. Renov. im Jahr 1936.“ (Sockel Seite)                         | Großlangheim, Kirchgasse 5               |
| Großlangheim, Rödelseer Straße | Anfang 18. Jahrhundert    | ⊙          | Höhe 280 cm, Sandstein Christus kriechend, Blick zur Seite, Kette Postament, Sockel, Fruchtwerk, Seraphen, Inschrift Inschrift: „O Mensch stehe still und betrachte/ mein Leiden, wie groß und wie schwer/ ist mein Schmerz. Trage dein Kreuz mit/ Geduld und folge mir nach, denn ich bin/ sanftmütig und vom Herzen demütig/ Und wer sein Kreuz nimmt auf sich/ [...] wert“ | Großlangheim, Rödelseer Straße           |
| Großlangheim, Schloßhof 10 | Mitte 18. Jahrhundert     | ⊙          | | Großlangheim, Schloßhof 10               |
| Iphofen, Kirchplatz, Zum Schutz vor Witterungseinflüssen wurde der Bildstock in das Museum Geschichtsscheune versetzt. Der ursprüngliche Standort befand sich an der Stadtpfarrkirche St. Veit | bez. 1713                 | ⊙          | Höhe 235 cm, Sandstein Christus kriechend, Blick nach unten, Kette Vierkantsockel, Predella mit Kelch, Engel, Voluten, Inschriften Inschriften: „Errichtet im Jahr 1713 von dem Ehrenhafften Rat Martin Katzenberger samt Anna Maria seiner eheligen Hausfrau“ (Medaillon), „Renoviert Anno 1905“ (Schriftband) |                                          |
| Kitzingen, Kapuzinerklosterbrückenstraße/Schwalbenhof | bez. 1710                 | ⊙          | | Kitzingen, Kapuzinerklosterbrückenstraße |
| Nordheim am Main, Fischergasse 1 | 18. Jahrhundert           | ⊙          | | Nordheim am Main, Fischergasse           |
| Nordheim am Main, Mittelweg | bez. 1750                 | ⊙          | ursprünglich am Mittelweg, kein Baudenkmal |                                          |
| Obervolkach, Michaelistraße | bez. 1716                 | ⊙          | kein Baudenkmal, Sandstein Christus kriechend, Blick zur Seite, Kette, tretender Häscher Altarbildstock, Relief Kreuzigung, Sockel, Inschriften Inschriften: „1716 – Dieses Marterbilt hat/ Gott zu Ehren aufrichten/ lassen/ der Ehr- und Achtbah/ re Johanneß Pfriem Und/ Margaretha seine Haus[...]“ (Sockel), „O Mensch ste/ he still und schau mich an/ gedenck Deine sünd Seind/ schuld Daran, daß ich das schwe/ re Creitz getragen und ge/ liten Vielle Blagen.“ (Medaillon) | Obervolkach, Michaelistraße              |
| Obervolkach, Stettenberg | 20. Jahrhundert           | ⊙          | Höhe 200 cm Postament |                                          |
| Rimbach, Tannenstraße | 1. Hälfte 20. Jahrhundert | ⊙          | Höhe 230 cm, Kalkstein Christus kriechend, Blick nach vorne, Steinhaufen Freifigur reliefiert, Sockel, Inschrift Inschrift: „TRAG DEIN KREUZ/ WIE ICH’S/ GETRAGEN“ | Rimbach, Tannenstraße                    |
| Sommerach, Nordheimer Straße 11 | 18. Jahrhundert           | ⊙          | Höhe 395 cm, Sandstein Christus kniend, Blick nach vorne, Steinhaufen, Kette, Mater dolorosa Postament, Altarbildstock, Pietàrelief, Schutzdach | Sommerach, Nordheimer Straße             |
| Sommerach, Kreuzberg | 20. Jahrhundert           | ⊙          | kein Baudenkmal, Kalkstein Christus kriechend, Blick nach vorne Sockel, offene Halle |                                          |
| Stadtschwarzach, Marktplatz | bez. 1716                 | ⊙          | Höhe 410 cm, Sandstein Christus kniend, Blick zur Seite, Steinhaufen, Kette Rundsäule, Kapitell, Inschriften Inschriften: „O Mensch schau an mein Schmerz das durch dir [...] grunt meines Herzen wer mich woll bedracht und bedenget der find ein gutes End.“ (vorne), „Gott zu ehrn hat Johan Atam meier und seine ehliche hausfrau barbara dise biltnus dahera machen lasen. Anno 1716.“ | Stadtschwarzach, Marktplatz              |
| Sulzfeld am Main, Raiffeisenstraße | 19. Jahrhundert           | ⊙          | Höhe 265 cm, Sandstein Christus kniend, Blick nach unten, Steinhaufen, Seil Rechtecksäule, Sockel | Sulzfeld am Main, Raiffeisenstraße       |
| Volkach, Sambühl | bez. 1902                 | ⊙          | Höhe 280 cm, Sandstein Christus stehend, beide Hände an Kreuz, Seil Postament, Inschriften Inschriften: „Errichtet/ von/ Familie Josef Wächter/ 1902“ (vorne), „J. Benz, fecit“ (Ecke) | Volkach, Am Sambühl                      |
| Volkach, Schaubmühlstraße | 18. Jahrhundert           | ⊙          | Höhe 150 cm, Sandstein Christus kniend, Blick zur Seite, Stein, Kette und Seil Postament, Inschrift Inschrift: „[...] ie Mein Schmertß [...]“ | Volkach, Schaubmühlstraße                |
| Volkach, Schubertstraße 3a | 18. Jahrhundert           | ⊙          | Höhe 311 cm, Sandstein, ursprünglich aus Stammheim Christus kriechend, Blick zur Seite, Kette Rundsäule, Kapitell, Inschrift Inschrift: „O alle die den/ Weg für über gehen& und Mich anschauen/ der Betenck Sein/ Letztes Ent“ | Volkach, Schubertstraße 3a               |
| Volkach, Sommeracher Straße | bez. 1719                 | ⊙          | Höhe 375 cm, Sandstein Christus kriechend, Blick zur Seite, Kette Rundsäule, Kapitell, Inschrift Inschrift: „GOTT ZU EHREN/ CONRAT SCHWARZ/ ANNA MARIA SCHWARZIN. 1719“ | Volkach, Sommeracher Straße              |
| Volkach, Weinstraße | bez. 1702                 | ⊙          | Höhe 322 cm, Sandstein Christus kriechend, Blick zur Seite, Steinhaufen, Kette Rundsäule, Kapitell, Inschrift Inschrift: „17 GOTT ZU EHREN 02/ O ihr alle die ihr/ vor über gehet/ Mercket auff undt sehet/ Ob auch ein Schmertz sei/ wie mein Schmertz/ Thren IVI2“ | Volkach, Weinstraße                      |
| Volkach, Zum Steinbruch | bez. 1709                 | ⊙          | Sandstein Christus kriechend, Blick zur Seite, Kette Postament, Inschriftenmedaillon Inschriften: „ISGHWM“ (oben), „GOTT [...]/ ALLENN SÜNTTEN/ UNT SÜNT ERINZU/ [...] TLICHER BETRÄCHTUNG/ ALE NUER BEI GEHENTEN/ [...] KRISTENN ZUR ERRINER/ UG Das BITTERENN/ LEITENN UNT STERBE/ NN ANNO 1709.“ | Volkach, Zum Steinbruch                  |
| Wiesentheid, Balthasar-Neumann-Straße 1a | ohne                      | ⊙          | Kopie, Original in Stadtschwarzach, Höhe 110 cm Christus kniend, Blick zur Seite, Steinhaufen, Kette über Tordurchgang, Sockel, Inschrift Inschrift: „Mensch sih mich an und den/ cke dran das haben deine/ Sündt getan“ | Wiesentheid, Balthasar-Neumann-Straße    |
| Wiesentheid, Nikolaus-Fey-Straße | 20. Jahrhundert           | ⊙          | Kopie, Original im Pfarrhaus Tückelhausen, Höhe 325 cm Christus kniend, Hand auf Herz, Seil Rundsäule, Inschrift Inschrift: „Ren. B. Hünerkopf 1961“ | Wiesentheid, Nikolaus-Fey-Straße         |

#### Landkreis Main-Spessart
Reliefs des kreuztragenden Christus sind außerdem zu finden in: Wernfeld: Karlstadter Straße, Bildstock 1626
| Standort                             | Datierung            | Koordinate | Eckdaten               | Bild                            |
| ------------------------------------ | -------------------- | ---------- | ---------------------- | ------------------------------- |
| Arnstein, Marktstraße 2              | 18. Jahrhundert      | ⊙          |                        |                                 |
| Eußenheim, Hauptstraße 7, 9          | ohne                 | ⊙          |                        | Eußenheim, Hauptstraße 7, 9     |
| Gänheim, Frankenstraße               | 1882                 | ⊙          |                        | Gänheim, Frankenstraße          |
| Gössenheim, Hauptstraße 33           | Ende 18. Jahrhundert | ⊙          |                        | Gössenheim, Hauptstraße 33      |
| Hafenlohr, Marktheidenfelder Straße  | bez. 1729            | ⊙          | nicht nachqualifiziert |                                 |
| Halsheim, Gemeindefeld               | bez. 1754            | ⊙          |                        |                                 |
| Homburg am Main, Neubaustraße 7      | bez. 1783            | ⊙          |                        |                                 |
| Homburg am Main, Zeller Tor          | 18. Jahrhundert      | ⊙          |                        |                                 |
| Hundsbach, Bonnlandstraße            | 1765                 | ⊙          |                        | Hundsbach, Bonnlandstraße       |
| Karbach, Hauptstraße 55              | bez. 1721            | ⊙          |                        |                                 |
| Karlburg, Rohrbacher Steig           | 18. Jahrhundert      | ⊙          |                        |                                 |
| Karlstadt, Hammersteig               | 1737                 | ⊙          |                        |                                 |
| Lengfurt, Julius-Leber-Straße        | 1742/1747            | ⊙          |                        |                                 |
| Lohr am Main, Kirchplatz             | 18./19. Jahrhundert  | ⊙          |                        | Lohr am Main, Kirchplatz        |
| Marktheidenfeld, Heubrunnenweg       | 1743                 | ⊙          |                        |                                 |
| Marktheidenfeld, Kreuzbergstraße     | 17./18. Jahrhundert  | ⊙          |                        |                                 |
| Müdesheim, Holzkirchenpfad           | 1713                 | ⊙          |                        |                                 |
| Mühlbach, Johann-Schönmann-Straße 23 | 17./18. Jahrhundert  | ⊙          |                        |                                 |
| Retzbach, Klinge                     | 1750                 | ⊙          |                        |                                 |
| Retzbach, Thüngener Straße           | 1750                 | ⊙          |                        | Retzbach, Thüngener Straße      |
| Retzstadt, Rathausplatz 7, 9         | bez. 1731            | ⊙          |                        | Retzstadt, Rathausplatz 7, 9    |
| Reuchelheim, Marbacher Straße 4      | 1835                 | ⊙          |                        | Reuchelheim, Marbacher Straße 4 |
| Rieneck, Schellhofstraße             | 1784                 | ⊙          |                        | Rieneck, Schellhofstraße        |
| Triefenstein, Außer der Viehtränke   | bez. 1786            | ⊙          |                        |                                 |
| Schwebenried, Am Kirchberg 15        | 1730                 | ⊙          |                        | Schwebenried, Am Kirchberg 15   |
| Urspringen, Hauptstraße 33           | 18./19. Jahrhundert  | ⊙          |                        |                                 |
| Weyersfeld, Reßbergweg               | 18. Jahrhundert      | ⊙          |                        |                                 |

#### Landkreis Miltenberg
| Standort                  | Datierung | Koordinate | Eckdaten | Bild |
| ------------------------- | --------- | ---------- | -------- | ---- |
| Schneeberg, Kirrenwingert | bez. 1717 | ⊙          |          |      |

#### Landkreis Rhön-Grabfeld
Reliefs des kreuztragenden Christus sind außerdem zu finden in: Haselbach in der Rhön, Oberweißenbrunn: Kreuzschlepperrelief auf Bildstöcke, Stockheim: Bildstöcke mit Reliefs aus den Jahren bez. 1611
| Standort                                  | Datierung       | Koordinate | Eckdaten | Bild                                      |
| ----------------------------------------- | --------------- | ---------- | --- | ----------------------------------------- |
| Alsleben, Fuchslöcher                     | 1774            | ⊙          | |                                           |
| Althausen, Rötenteich                     | bez. 1747       | ⊙          | | Althausen, Rötenteich                     |
| Bad Königshofen im Grabfeld, Brachberg    | 1745            | ⊙          | |                                           |
| Bad Neustadt an der Saale, Goethestraße   | 18. Jahrhundert | ⊙          | | Bad Neustadt an der Saale, Goethestraße   |
| Bischofsheim in der Rhön, Kreuzbergstraße | bez. 1770       | ⊙          | | Bischofsheim in der Rhön, Kreuzbergstraße |
| Braidbach, Kirchenfeld                    | 1788            | ⊙          | | Braidbach, Kirchenfeld                    |
| Brendlorenzen, Hauptstraße 127            | 18. Jahrhundert | ⊙          | |                                           |
| Burglauer, Drosselweg 2                   | 1788            | ⊙          | |                                           |
| Burglauer, Friedhofstraße 9               |                 | ⊙          | | Burglauer, Friedhofstraße 9               |
| Burglauer, Martinsplatz 14                | bez. 1733       | ⊙          | | Burglauer, Martinsplatz 14                |
| Großeibstadt, Hofgasse 2                  | 19. Jahrhundert | ⊙          | | Großeibstadt, Hofgasse 2                  |
| Großeibstadt, Kirchplatz 3                | bez. 1741       | ⊙          | | Großeibstadt, Kirchplatz 3                |
| Hendungen, Sondheimer Straße 28           | bez. 1769       | ⊙          | | Hendungen, Sondheimer Straße 28           |
| Heufurt, Bundesstraße 285                 | 1720            | ⊙          | kriechender Christus, Steinhaufen, Seil Rechtecksäule mit Inschrift, auf dreifachem Sockel Inschrift: „STIFTER/ PAULUS ORLOF/ MARGARETA ORLOF/ O MENCHS/ STEHE STIL/ UNT SCHAU/ MICH AHN/ GETENCK/ TAS TU PIST/ SCHULT/ TARAN/ ANNO 1720“ | Heufurt, Bundesstraße 285                 |
| Heustreu, Friedhofsweg 7                  | bez. 1762       | ⊙          | |                                           |
| Ipthausen, Kirchleinsweg                  | 19. Jahrhundert | ⊙          | |                                           |
| Kleinbardorf, Staatsstraße 2282           | 1733            | ⊙          | |                                           |
| Lebenhan, Schweinhof                      | bez. 1772       | ⊙          | | Lebenhan, Schweinhof                      |
| Mellrichstadt, Am See                     | 18. Jahrhundert | ⊙          | | Mellrichstadt, Am See                     |
| Niederlauer, Hauptstraße 37               | 18. Jahrhundert | ⊙          | | Niederlauer, Hauptstraße 37               |
| Oberebersbach, Stück                      | bez. 1774       | ⊙          | |                                           |
| Oberelsbach, Rathgeberstraße 2            | 18. Jahrhundert | ⊙          | |                                           |
| Oberweißenbrunn, Geigensteiner Straße 16  | 1773            | ⊙          | | Oberweißenbrunn, Geigensteiner Straße 16  |
| Rödelmaier, Grüntorstraße 2               | bez. 1762       | ⊙          | | Rödelmaier, Grüntorstraße 2               |
| Saal an der Saale, Findelbergweg          | 18. Jahrhundert | ⊙          | | Saal an der Saale, Findelbergweg          |
| Salz, Stadtweg                            | 20. Jahrhundert | ⊙          | |                                           |
| Simonshof, Rebersbusch                    | 1748            | ⊙          | |                                           |
| Sulzfeld im Grabfeld, Kirchgasse 10, 12   | 18. Jahrhundert | ⊙          | | Sulzfeld im Grabfeld, Kirchgasse 10, 12   |
| Unterelsbach, Hauptstraße 46              | bez. 1782       | ⊙          | | Unterelsbach, Hauptstraße 46              |
| Untereßfeld, Mühlrangen                   | 1745            | ⊙          | | Untereßfeld, Mühlrangen                   |
| Unterwaldbehrungen, Heidweg               | 1794            | ⊙          | |                                           |
| Wollbach, Hartgrube                       | bez. 1878       | ⊙          | abgegangen |                                           |
| Wülfershausen an der Saale, Hofgasse 7    | bez. 1721       | ⊙          | | Wülfershausen an der Saale, Hofgasse 7    |

#### Landkreis Schweinfurt
| Standort                                 | Datierung                 | Koordinate | Eckdaten | Bild                                     |
| ---------------------------------------- | ------------------------- | ---------- | --- | ---------------------------------------- |
| Altenmünster, Dorfstraße 1               | ohne                      | ⊙          | Portal zur Kirche |                                          |
| Altmannsdorf, Falkenbergstraße 7         | 18. Jahrhundert           | ⊙          | | Altmannsdorf, Falkenbergstraße 7         |
| Bergrheinfeld, Hirtengasse 3             | 19. Jahrhundert           | ⊙          | | Bergrheinfeld, Hirtengasse 3             |
| Burghausen, Dorfstraße                   | bez. 1752                 | ⊙          | | Burghausen, Dorfstraße                   |
| Dächheim                                 | 18. Jahrhundert           | ⊙          | | Dächheim                                 |
| Egenhausen, Brunnholz                    | bez. 1715                 | ⊙          | | Egenhausen, Brunnholz                    |
| Eßleben, Kirchgasse 3                    | bez. 1719                 | ⊙          | | Eßleben, Kirchgasse 3                    |
| Eßleben, Mühlwegäcker                    |                           | ⊙          | |                                          |
| Ettleben, Bäckergasse                    | um 1750                   | ⊙          | | Ettleben, Bäckergasse                    |
| Ettleben, Bundesstraße 26                | 18. Jahrhundert           | ⊙          | | Ettleben, Bundesstraße 26                |
| Frankenwinheim, Lülsfelder Straße 2      | 19. Jahrhundert           | ⊙          | Höhe 245 cm, Sandstein Christus stehend, Blick zur Seite, Seil Postament, Inschriften Inschriften: „Komm und folg mir nach“ (Sockel), „Achtung dem/ der Lasten trägt!/ heißt ein Spruch aus unsern Tagen: Drum neig/ dein Haupt vor Gottes/ Sohn. Er hat für uns das/ Kreuz getragen. Doch/ schau ihn nicht bloß/ flüchtig an. Gehe/ mit ihm die rech/te Bahn.“ (Postament), „Adelbert Röll renov. 1962“ (Rückseite) | Frankenwinheim, Lülsfelder Straße 2      |
| Garstadt, Dorfstraße 70                  | bez. 1715                 | ⊙          | | Garstadt, Dorfstraße 70                  |
| Garstadt, Kirchsteig 6                   | 2. Hälfte 18. Jahrhundert | ⊙          | | Garstadt, Kirchsteig 6                   |
| Garstadt, Kreisstraße SW 22              | 1724                      | ⊙          | |                                          |
| Geldersheim, Oberer Bleichrasen          | 1716                      | ⊙          | | Geldersheim, Oberer Bleichrasen          |
| Geldersheim, Oberdorf 12                 | bez. 1763                 | ⊙          | | Geldersheim, Oberdorf 12                 |
| Geldersheim, Vorderes Geisried, B 19     | 1762                      | ⊙          | |                                          |
| Gernach, Eichholz                        | 18. Jahrhundert           | ⊙          | Höhe 220 cm, Sandstein Christus kriechend, Blick zur Seite, Kette Postament, Kapitell, Inschrift Inschrift: „Trag dein Kreuz wie Ich’s getragen/ Und all dein Leid der Mutter hin./ Sie wird dir keine Bitt versagen/ Du wirst gestärkt von dannen ziehn/ 1958“ | Gernach, Eichholz                        |
| Grafenrheinfeld, Hauptstraße 30          | 18. Jahrhundert           | ⊙          | | Grafenrheinfeld, Hauptstraße 30          |
| Grafenrheinfeld, Schweinfurter Straße 14 | 1693                      | ⊙          | | Grafenrheinfeld, Schweinfurter Straße 14 |
| Grettstadt, Weg zum Schopfig             | 1711                      | ⊙          | nicht nachqualifiziert |                                          |
| Hausen, Hausener Hauptstraße 19          | bez. 1758                 | ⊙          | | Hausen, Hausener Hauptstraße 19          |
| Hausen, Bergsteig                        | 1873                      | ⊙          | abgegangen |                                          |
| Heidenfeld, Dorfstraße 55                | 18. Jahrhundert           | ⊙          | | Heidenfeld, Dorfstraße 55                |
| Heidenfeld, Klosterstraße 13             | 18. Jahrhundert           | ⊙          | |                                          |
| Hergolshausen, Kirchplatz 2              | 17./18. Jahrhundert       | ⊙          | |                                          |
| Herlheim, Kreuzstraße                    | 18. Jahrhundert           | ⊙          | Höhe 375 cm, Sandstein Christus kriechend, Blick zur Seite, Kette, Häscher Rundsäule, Kapitell, Seraphe, Inschrift Inschrift: „O Mensch stehe still u schaue mich an/ gedencke deine Sünd sind Schuld daran/ Daß ich daß schwere Creutz getragen/ und gelyden Viller blagen“ | Herlheim, Kreuzstraße                    |
| Herlheim, Pfarrgasse                     | 18. Jahrhundert           | ⊙          | | Herlheim, Pfarrgasse                     |
| Hesselbach, Hoppachshöfer Straße         | 1880                      | ⊙          | |                                          |
| Hirschfeld, Obere Straße 9               | 1717                      | ⊙          | | Hirschfeld, Obere Straße 9               |
| Hirschfeld, Sankt-Kilian-Straße 16       | bez. 1742                 | ⊙          | | Hirschfeld, Sankt-Kilian-Straße 16       |
| Holzhausen, Am Weiher 1                  | bez. 1726                 | ⊙          | | Holzhausen, Am Weiher 1                  |
| Holzhausen, Heerstraße                   | 1741                      | ⊙          | |                                          |
| Holzhausen, Siedlerweg                   | bez. 1772                 | ⊙          | | Holzhausen, Siedlerweg                   |
| Kolitzheim, An der Ackersetz             | bez. 1737                 | ⊙          | Höhe 355 cm, Sandstein Christus kriechend, Blick zur Seite, Steinhaufen, Kette Rechtecksäule, Kapitell, Glockenblumengehänge, Reliefs: Maria, Johannes, Michael, Inschriften Inschriften: „Gedult ged[...]/ wann dich ein G[...]/ den heiland [...]/ mit G[...]/ [...] Todt [...]/ 1737“ (Kapitell), „Mater Dolerosa/ Johannes PaPista/ S. Michael“ (Säulenfuß), „Gott Und/ Seine Liebe wertig/ ste Mutter zu Ehren/ hat der Ehrsame/ und Achtbare herr/ Johann Kämpff und Catherina Seelige Haus/ frau haben dieses Bild/ Machen/ Lahn“ (Sockel) | Kolitzheim, An der Ackersetz             |
| Kolitzheim, Schweinfurter Straße 13      | 18. Jahrhundert           | ⊙          | | Kolitzheim, Schweinfurter Straße 13      |
| Kronungen, Weinberg                      | 18. Jahrhundert           | ⊙          | | Kronungen, Weinberg                      |
| Kützberg, Am Schleifweg                  | 1741                      | ⊙          | | Kützberg, Am Schleifweg                  |
| Lindach, Oberes Stück                    | bez. 1728                 | ⊙          | Höhe 315 cm, Sandstein Christus kriechend, Blick zur Seite, Kette Rundsäule, Sockel, Inschrift Inschrift: „O Mensch steh still und schau mich an/ gedenk deine Sündt seind Schult daran das ich/ retten auss aller/ 17 noth 28.“ | Lindach, Oberes Stück                    |
| Maibach, Am Röhrenbrunnen                | 19. Jahrhundert           | ⊙          | | Maibach, Am Röhrenbrunnen                |
| Marktsteinach, Untere Weinbergsleite     | bez. 1990                 | ⊙          | | Marktsteinach, Untere Weinbergsleite     |
| Michelau im Steigerwald, Lindenweg 1     | bez. 1722                 | ⊙          | Höhe 340 cm, Sandstein Christus kriechend, Blick zur Seite, Kette, Freifigur Simon von Cyrene Rechtecksäule, Engelköpfe, Blattwerk, Fruchtfestons, Inschrift Inschrift: „I Maus Rauf [...] sum [...]/ [...]beN diseN BilTstock [...]/ zu ehre laseN Mach[...]/ ANNO 1722“ | Michelau im Steigerwald, Lindenweg 1     |
| Mönchstockheim, Schindäckerpoint         | 1698                      | ⊙          | |                                          |
| Obereuerheim, Seelein                    | 1720                      | ⊙          | | Obereuerheim, Seelein                    |
| Oberschwarzach, Kreisstraße SW 48        | 1732, ersetzt 2009        | ⊙          | Höhe ca. 350 cm, Sandstein Christus kriechend, Blick zur Seite, Kette, Freifigur Simon von Cyrene Rechtecksäule, Blumen-, Blattreliefs, Schweißtuch, Inschriften Inschriften: „Margareda Rathler/ in ober Schwartzach/ Had dises CKreutz/ versbrochen/ Anno 1732“ (Vorderseite), „Diesen Biltstock Haben/ Disse Ihre 6 Kindter Lassen/ machen nach Ihren Todt:/ Hans Iorg: und Petter und/ Margareda: Eva Margareda: und/ Eva: und Barbara“ | Oberschwarzach, Kreisstraße SW 48        |
| Pfersdorf, Am Berg 1                     | bez. 1752                 | ⊙          | | Pfersdorf, Am Berg 1                     |
| Pfersdorf, Langgasse                     | bez. 1736                 | ⊙          | | Pfersdorf, Langgasse                     |
| Poppenhausen, Maibacher Straße           | 18. Jahrhundert           | ⊙          | | Poppenhausen, Maibacher Straße           |
| Pusselsheim, Am Schärf                   | 18. Jahrhundert           | ⊙          | Höhe 195 cm, Sandstein Christus kriechend, Blick zur Seite, Kette Postament, Inschrift Inschrift: „DV O MENSCH HA [...] ICH TRAG [...]“ | Pusselsheim, Am Schärf                   |
| Röthlein, Hauptstraße 63                 | Mitte 18. Jahrhundert     | ⊙          | |                                          |
| Rütschenhausen, Am Trieb 15              | wohl 1738                 | ⊙          | | Rütschenhausen, Am Trieb 15              |
| Schleerieth, Weichselgarten              | 1729                      | ⊙          | |                                          |
| Schnackenwerth, Kirchplatz               | 1715                      | ⊙          | Teil des Kriegerdenkmals von 1923 | Schnackenwerth, Kirchplatz               |
| Schwanfeld, Jägergasse                   | bez. 1718                 | ⊙          | | Schwanfeld, Jägergasse                   |
| Schwanfeld, Pfarrgasse 6                 | bez. 1754                 | ⊙          | | Schwanfeld, Pfarrgasse 6                 |
| Schwemmelsbach, Au                       | um 1800                   | ⊙          | |                                          |
| Schwemmelsbach, Goldgasse 9              | 18. Jahrhundert           | ⊙          | | Schwemmelsbach, Goldgasse 9              |
| Schwemmelsbach, Kräuter                  | bez. 1755                 | ⊙          | | Schwemmelsbach, Kräuter                  |
| Sömmersdorf, Raiffeisenstraße 1          | bez. 1732                 | ⊙          | | Sömmersdorf, Raiffeisenstraße 1          |
| Stadtlauringen, An der Ziegelhütte       | bez. 1729                 | ⊙          | | Stadtlauringen, An der Ziegelhütte       |
| Stammheim, Bergweg                       | 1957                      | ⊙          | Höhe 225 cm, Kalkstein Christus kriechend, Blick nach unten Postament |                                          |
| Stettbach, Kirschental                   | bez. 1733                 | ⊙          | | Stettbach, Kirschental                   |
| Sulzdorf, Knüpplein                      | bez. 1791                 | ⊙          | |                                          |
| Sulzheim, Schulstraße 2                  | bez. 1762                 | ⊙          | Höhe 387 cm, Sandstein Christus kriechend, Blick nach oben, Steinhaufen, Seil Rechtecksäule, Freifigur trauernde Maria, Inschrift Inschrift: „AD 1762“ | Sulzheim, Schulstraße 2                  |
| Theilheim, Langer Trieb                  | 18. Jahrhundert           | ⊙          | | Theilheim, Langer Trieb                  |
| Üchtelhausen, Am Weiher                  | bez. 1763                 | ⊙          | | Üchtelhausen, Am Weiher                  |
| Unterspiesheim, Hauptstraße 15           | 18. Jahrhundert           | ⊙          | |                                          |
| Wettringen, Kreisstraße SW 4             | 1931                      | ⊙          | |                                          |
| Wipfeld, Kirchbergsteige                 | bez. 1714                 | ⊙          | | Wipfeld, Kirchbergsteige                 |
| Wülfershausen, Sankt-Kilian-Straße 21    | 1751                      | ⊙          | | Wülfershausen, Sankt-Kilian-Straße 21    |
| Zeuzleben, Am Sonnenhügel                | bez. 1749                 | ⊙          | |                                          |
| Zeuzleben, Anger                         | bez. 1730                 | ⊙          | | Zeuzleben, Anger                         |
| Zeuzleben, Flößleinsbrunnenweg           | bez. 1716                 | ⊙          | | Zeuzleben, Flößleinsbrunnenweg           |
| Zeuzleben, Flur Nr. 476                  | 1716                      | ⊙          | abgegangen |                                          |
| Zeuzleben, Gumpertsbrunnen               | bez. 1756                 | ⊙          | |                                          |

#### Landkreis Würzburg
Reliefs des kreuztragenden Christus sind außerdem zu finden in: Bildstock mit Kreuzschlepperszene 1731, Güntersleben
| Standort                                           | Datierung                 | Koordinate | Eckdaten | Bild                                               |
| -------------------------------------------------- | ------------------------- | ---------- | --- | -------------------------------------------------- |
| Baldersheim, Kirchgasse 2                          | bez. 1706                 | ⊙          | Sandstein, von Georg Dettelbacher Christus kriechend, Blick nach unten, Häscher, Kette Doppelpostament, unten Inschrift in Kartusche, oben Rankwerk, Wappen, Inschrift unleserlich |                                                    |
| Baldersheim, Truchseßstraße 7                      | bez. 1792                 | ⊙          | Sandstein, von Johann Georg Auwera Christus kriechend, Steinhaufen, Seil Postament, Inschrift, in Mauer eingelassen Inschrift: „Zu Ehren des creutzes/ dragenten Heiland had Frantz Hoffmann/ und Anna Maria seine Ehefrau dis Bild/ aufrichten lassen den 28ten juni 1792/ O Jesu deine Schulter Wund -/ Mach mich an Leib und Seel gesund-“ | Baldersheim, Truchseßstraße 7                      |
| Bergtheim, Am Marktplatz 13                        | 18. Jahrhundert           | ⊙          | Sandstein, gefasst Christus kriechend, Blick zur Seite, plastische Gloriole, plastische Kette An Wand befestigt | Bergtheim, Am Marktplatz 13                        |
| Bolzhausen, Alleestraße 17                         | 18. Jahrhundert           | ⊙          | Sandstein Christus kriechend, Blick nach vorne, Steinhaufen Postament (historisch wohl Säule), im Sockel Reliefs: Pietà, betende Engel, Metalldach | Bolzhausen, Alleestraße 17                         |
| Böttigheim, Frankenlandstraße 37                   | bez. 1747                 | ⊙          | Sandstein Christus kriechend, Blick nach vorne, Seil Postament, Inschrift Inschrift: „O ihr alle, die ihr hie vorbeigehet/ Stehet still und schaut mich an/ was ich hab für euch getan./ Erasmus Endres und Eva seine Hausfrau/ 1747“ | Böttigheim, Frankenlandstraße 37                   |
| Buch, Brünnleinsbergteil                           | 19. Jahrhundert           | ⊙          | Sandstein Christus kniend, Steinhaufen Postament, Inschriften Inschriften: „Ihr Christen, die ihr früh und spät,/ An diesem Bild vorübergeht,/ Sprecht hier, mit andachtsvollem/ Sinn:/ Gelobt sei Jesus Christus.“ (vorne), „Um deines bitteren Leidens Willen o Herr,/ erbarme dich der armen Seelen im Fegfeuer./ Errichtet von Barbara Leuchs/ 1906“ (hinten) |                                                    |
| Burggrumbach, Martinstraße 14                      | bez. 1720                 | ⊙          | Höhe 295 cm, Sandstein Christus kriechend, Kette, Häscher mit Geißel und Streitkolben, Fuß auf Rücken Postament, Inschriften Inschriften: „Im Jahr christi 1720 den 20. Juni/ haben der Ehr- und Achtsame Mathäus/ Hämmelmann und Katharina seine/ ehliche Hausfrau Dies Bild Gott/ zu Ehren hier aufrichten lassen“ (oben), „O Mensch steh still und schau mich/ an, gedenk dein Sünd sind Schuld/ daran daß ich durch das schwere/ Kreuz erlitt den Tot und dich/ errett aus aller Not“                                                                | Burggrumbach, Martinstraße 14                      |
| Bütthard, Höttinger Straße 2                       | 18. Jahrhundert           | ⊙          | Sandstein Christus kriechend, Blick nach unten, Kette Postament, Relief Pietà, Inschriftenmedaillon | Bütthard, Höttinger Straße 2                       |
| Dipbach, Bergtheimer Straße                        |                           | ⊙          | abgegangen |                                                    |
| Dipbach, Hauptstraße 5                             | bez. 1732                 | ⊙          | Sandstein Christus kniend, Blick zur Seite, Steinhaufen, Kette Rundsäule, Kapitell, Inschrift Inschrift: „GOTT ZU EHREN HAT DER/ DAHIER AM 29. JULI 1732 VER-/ STORBENE SCHULTHEIS COSMAS/ DAMIAN LANGGUTH DIES BILDNIS/ ERICHT/ EN LASSEN.“ (vorne), „Anno 1927 Erneuert Gemeinde Dipbach“ (hinten) | Dipbach, Hauptstraße 5                             |
| Eibelstadt, Bachsgraben                            | bez. 1733                 | ⊙          | |                                                    |
| Eibelstadt, Lindelbacher Straße                    | 19. Jahrhundert           | ⊙          | Sandstein Christus stehend, Arme am Kreuz (19. Jahrhundert) Postament, Inschriftenmedaillon (18. Jahrhundert) Inschrift: „Wer nit sin Creutz auf sich nimmt u. folgt mir nach, der ist meiner nit werth, Matt. 10, 38, J. St. B. 1749“ |                                                    |
| Eichelsee, Lange Läng                              | 1773                      | ⊙          | Höhe 425 cm, Sandstein, Johann Michael Pfeuffer Christus kriechend, Blick zur Seite, Steinhaufen, Seil Postament, Inschriften Inschriften: „O MENSCH MEIN CREUTZ IST SCHWER/ ABER DEINE SÜNDEN SIND NOCH SCHWER/ ER WER SEIN CREUTZ NICHT AUF/ SICH NIMMT UND FOLGET MIR NACH/ IST MEINER NICHT WERT Mathamjo/ Joannes Briph und Eva Margaretha/ In Jahr 1773 den 2 September“ (vorne), „Renoviert/ Leo. u. Elisabeth Kämmer/ 1977“ (hinten) |                                                    |
| Estenfeld, Elsweg                                  | 1760                      | ⊙          | |                                                    |
| Estenfeld, Joseph-Knapp-Straße 18                  | 1706                      | ⊙          | Nachbildung, Sandstein Christus kniend, Blick zur Seite, Steinhaufen, Seil Rechtecksäule, Inschrift Inschrift: „Nichts ist so schwer auf unsere Schultern zurück wie ein abgeworfenes Kreuz 1706-1975“ |                                                    |
| Frickenhausen am Main, Höflingsberg                | bez. 1939                 | ⊙          | Nachbildung, Sandstein Christus kniend, Blick nach vorne, Seil Sockel, Inschrift Inschrift: „Wahrlich, er hat unsere/ Leiden getragen und/ unsere Schmerzen hat/ er auf sich genommen./ Renoviert/ von/ Margaretha Lehritter/ 1939.“ (vorne), „Erneuert/ Marg. Lehritter/ 1939“ (Seite) |                                                    |
| Frickenhausen am Main, Segnitzer Straße 1          | 19. Jahrhundert           | ⊙          | Sandstein Christus kniend, Hand auf Herz Rechtecksäule | Frickenhausen am Main, Segnitzer Straße 1          |
| Gaukönigshofen, Schanz                             | 18. Jahrhundert           | ⊙          | Sandstein Christus kriechend, Blick nach unten, Steinhaufen, Kette Postament, Inschriftenmedaillon |                                                    |
| Gelchsheim, Lerchenstraße 5                        | bez. 1714                 | ⊙          | Sandstein Christus kniend, Seil, Holzkreuz Rechtecksäule, Kapitell, Inschrift Inschrift: „Gott dem allmächtigen zu Lob und ehrn hat hier Barbara Metzgerin des ehr- und achtbaren Herren Lorenz Metzger und -schustern dahier zu gelchsheim eheliche hausfrau hat diesen Bildstock aufrichten lassen. Anno 1714.“ |                                                    |
| Gerbrunn, Randersackerer Straße 7                  | bez. 1761                 | ⊙          | Sandstein Christus kriechend, Blick zur Seite, Seil In Nische, Inschriftensockel Inschrift: „Wer sein creutz nach mir auf sich nimt und folget dann mein Jog ist süs und bürt [...] Anno 1761 [...]“ | Gerbrunn, Randersackerer Straße 7                  |
| Gramschatz, Staatsstraße 2294                      | 1774                      | ⊙          | Nachbildung, Sandstein Christus kriechend, Blick zur Seite, Kette Rechtecksäule, Kapitell, Inschrift Inschrift: „Dies Bildnis hat Gott zu Ehren haben machen/ lassen der Ehr und Achtbare Stephan Gu... und Margaretha Seine eheliche hausfrauh/ 1774“ |                                                    |
| Greußenheim, Hauptstraße                           | 1711                      | ⊙          | Sandstein Christus kniend, linke Hand an Kreuz, rechte in Schoss Rundsäule, Rechtecksockel, Inschriftensockel Inschrift: „H · R · ʔ · W · A/ 1711“ | Greußenheim, Hauptstraße                           |
| Güntersleben, Würzburger Straße 23                 | Ende 18. Jahrhundert      | ⊙          | Sandstein Christus liegend, Blick zur Seite über Pforte, Blechdach, Inschriftensockel Inschrift: „Der für uns das schwere Kreuz getragen hat“ |                                                    |
| Hausen bei Würzburg, Friedhofstraße                | 1743                      | ⊙          | Sandstein Christus kriechend, Blick nach oben, Kette Rechtecksäule, Schaft mit Heiligenreliefs, Kapitell mit Schweißtuch, Inschriften Inschriften: „Im Kreuz ist Heil!“ (vorne), „Gott und seiner lieben Mutter Maria zu Ehren hat Kilian Hetterich und Barbara seine eheliche Hausfrau diesen Bildstock hier aufrichten lassen, den 16ten Mai 1743“ |                                                    |
| Hettstadt, Würzburger Straße 65                    | bez. 1744                 | ⊙          | Nachbildung, Sandstein Christus kniend, Steinhaufen, Kette Postament, Kapitell, Inschrift Inschrift: „OH SCHMERZHAFTE MUTTER/ BITT FÜR MICH/ UND ALLE DIE VEREHREN DICH/ TRAG UNSER ELENDT/ FÜR BEY GOTT/ UND UNS ERRETT/ AUS ALLER NOTH/ 1744“ | Hettstadt, Würzburger Straße 65                    |
| Höchberg, Herrenweg 7, Jägerstraße 1               | 18. Jahrhundert           | ⊙          | Sandstein Christus kriechend, Blick zur Seite, Kette Postament | Höchberg, Herrenweg 7, Jägerstraße 1               |
| Höchberg, Martin-Wilhelm-Straße 2b                 | bez. 1694                 | ⊙          | Sandstein Christus kniend, Steinhaufen Rundsäule, Rankwerk im Kapitell, Jahreszahl | Höchberg, Martin-Wilhelm-Straße 2b                 |
| Hohestadt, Kreuzstraße                             | bez. 1794                 | ⊙          | Sandstein Christus kriechend, Blick zur Seite, Augen geschlossen, Steinhaufen, Seil Postament, Inschriften Inschriften: „Nimm dein Kreuz auf dich und folge mir nach - Simon Seubert - Schultheis - hat dieses Bild errichten lassen 1794 - Renoviert von Familie Schenkel 1980“ (Medaillon), „Generalrenovierung durch Fa. Kinkele 2005“ (unten) |                                                    |
| Hopferstadt, Adlerstraße 6                         | bez. 1788                 | ⊙          | Sandstein Christus kriechend, Blick zur Seite, Stein, Seil Postament, Inschriften Inschriften: „JOHANN GEORG JÖRG HAT DISES BILT RENOVIREN LASEN/ DEN 30: MAY 1788“ (oben), „Nihm Dein Kreuz auf Dich und folge Mir nach“ (Mitte), „ENOVIERT EDMUND u. MARG. JÖRG 1973“ (unten) | Hopferstadt, Adlerstraße 6                         |
| Kaltenhausen, Sonnenberg, Straße nach Prosselsheim | 1702                      | ⊙          | Stifter: Antonius Haück, Ehefrau Eva Hardlib aus Püssensheim, Sandstein Christus kniend, Kreuz vor ihm Sechseckige Säule, Inschrift Inschrift: „1702 Hat Antoni HAVCK GOT ZU EHREN DIS BILT LASEN MACHEN VND WEIHEN“ | Kaltenhausen, Sonnenberg, Straße nach Prosselsheim |
| Kaltenhausen, Sonnenberg                           | bez. 1750                 | ⊙          | Stifter: wohl Johannes Peter Kröler, Michael Endres, Sandstein Christus kriechend, Blick nach vorne, Kette Postament, Inschrift Inschrift: „[1]750 Haanns Beier Krösser und MICHAEL ENDRES HAPENN DISE BILTNUS HIR HER SETZEN LASEN“ |                                                    |
| Kürnach, Friedhofstraße 7                          | 1747                      | ⊙          | Stifter: Johannes Scheller, Schultheiß und Bürgermeister, Sandstein Christus kriechend, Blick nach vorne, Stein, Kette über Durchgang, Sockelinschrift Inschrift: „O MENSCH STEHE STILL VND SCHAV MICH AN WAS MIR DIESE FALSCHEN/ JVDEN DVEN WER MICH BETRACHT VND WOHL BEDENCKT DER FINT/ BEI MIR EIN SEELICHES ENT DEN ICH BIN SANFTMÜTIG VND/ VON HERZEN DEMÜTIG/ GOTT ZV EHREN HAT JOHANNES SCHELLER VND/ SEINE ELICHE HAVSFRAV ANA MARIA DIESE ERICHDEN LASEN 1747“                                                                                 | Kürnach, Friedhofstraße 7                          |
| Leinach, Am Höhberg 3                              | bez. 1751                 | ⊙          | Sandstein Christus kriechend, Blick nach vorne, Kette Rundsäule, Sockelinschrift Inschrift: „G.Z.E/ HANNS/ ÖTZNER.V.S.H.F/ MARGRETA/ HABEN D.P.ST./ MACHEN.LAS/ 1751“ (Auflösung: Gott zu Ehren Hanns Ötzner und seine Haus-Frau Margreta haben diesen Bildstock mache las[sen] 1751) |                                                    |
| Leinach, Steigstraße                               | bez. 1728                 | ⊙          | |                                                    |
| Margetshöchheim, Mainstraße 19                     | 18. Jahrhundert           | ⊙          | Sandstein Christus kriechend, Kette Säule, Kapitell, Inschrift Inschrift: „Diese Marterbilt hat Gott zu Lieb aufrichten lassen der Ehr und...Johannes Bauer“ | Margetshöchheim, Mainstraße 19                     |
| Oberpleichfeld, Brunnengasse 1                     | 18. Jahrhundert           | ⊙          | Sandstein Christus kriechend, Blick nach unten, Kette auf Gartenmauer |                                                    |
| Oberpleichfeld, Herrnberg 4                        | 19. Jahrhundert           | ⊙          | Sandstein Christus kriechend, Blick nach vorne, Kette auf Gartenmauer, Metalldach |                                                    |
| Oberzell                                           | 18. Jahrhundert           | ⊙          | Sandstein |                                                    |
| Ochsenfurt, Brunnenstraße                          | bez. 1697                 | ⊙          | Georg Dettelbacher, Sandstein Christus kriechend, Blick nach unten, Kette Kapitell auf Sockel, Kelch mit Hostie Inschrift Inschrift: „O schweres Kreuz/ O große Last/ dass du Gott/ vor Mich trage hast/ Durch diß Demütigst/ Bitte dich/ Du wolst vor Sünden/ retten mich/ 1697“ | Ochsenfurt, Brunnenstraße                          |
| Ochsenfurt, Gleisweg                               | 1685                      | ⊙          | Sandstein Christus kniend, Kette Rechtecksockel, Stützpfeiler, Inschrift Inschrift: „Johann Burckardt und/ Barbara sein Eliche Haus/ frau ANNO/ 1685“ | Ochsenfurt, Gleisweg                               |
| Opferbaum, Ressgasse                               | 1733                      | ⊙          | nicht nachqualifiziert |                                                    |
| Prosselsheim, Würzburger Straße 17                 | 18. Jahrhundert           | ⊙          | Sandstein Christus kniend, Blick zur Seite, Steinhaufen, Seil Nische, umgeben von herzförmigen Elementen | Prosselsheim, Würzburger Straße 17                 |
| Randersacker, Mönchshof 1                          | 2. Hälfte 18. Jahrhundert | ⊙          | Sandstein, Abguss am Oberen Pfülben Christus kriechend, Blick nach vorne, Kette Postament, Inschrift Inschrift: „Renoviert/ K. Fröhlich/ 1930“ | Randersacker, Mönchshof 1                          |
| Rieden, Hauptstraße 1                              | bez. 1730                 | ⊙          | Sandstein Christus kriechend, Blick zur Seite, Steinhaufen, Kette auf Altarbildstock, mit Pietà, Apostelrelief, Inschriften Inschriften: „Nico[la]u[s] 17“ (links), „[M]argaretha 30“ (rechts) |                                                    |
| Riedenheim, Burghöhe                               | bez. 1905                 | ⊙          | Sandstein Christus kriechend, Blick nach oben, Steinhaufen, Seil Postament, Inschrift Inschrift: „Was will das Kreuz, das am Wege da steht./ Es will dem Wanderer der vorüber geht./ Das große Wort der Weisheit sagen:/ Du sollst dem Herrn das Kreuz nachtragen./ Gestiftet/ von den ledigen Geschwistern Karl in Riedenheim./ 1905“ |                                                    |
| Rittershausen, Bolzhäuser Straße                   | bez. 1788                 | ⊙          | Johann Friedrich Geßner, Sandstein Christus kriechend, Blick zur Seite, Steinhaufen, Seil Postament, Inschrift Inschrift: „Wer sein Creuz nicht auf sich nimbt und/ und folget mir nach, der ist meiner nicht werd./ Johannes Iörg Marck Schultheis/ und desen eheliche Hausfrau Maria/ Magtalena haben den creuz dragenten Heiland/ zu Ehren disis/ Bilt aufrichten/ lasen den 18. Juni/ 1788“ (oben), „Umgesezt und renoviert/ am 7. Oktober 1948/ durch/ Anton Scheckenbach“ (unten)                                                                  | Rittershausen, Bolzhäuser Straße                   |
| Rittershausen, Gregor-Menth-Straße 9               | 1. Hälfte 20. Jahrhundert | ⊙          | | Rittershausen, Gregor-Menth-Straße 9               |
| Röttingen, Kirchplatz 7                            | bez. 1740                 | ⊙          | Sandstein Christus kriechend, Blick zur Seite, plastische Kette, Häscher mit Rute Rechtecksäule, Wappenrelief, Heiligenreliefs, Pietàrelief im Kapitell, Inschriften Inschriften: „S./ ANDREEAS ET/ S./ VRSULA“ (oben), „ANDREAS DÖH / LING. URSULA / SEINE EHELICHE / HAUSFRAU / JUNI 1740“ (unten) | Röttingen, Kirchplatz 7                            |
| Sonderhofen, Gelchsheimer Straße                   | bez. 1766                 | ⊙          | Umfeld Johann Peter Wagner, Sandstein Christus kriechend, Blick nach unten, Steinhaufen, Kette Postament, Fegefeuerrelief, Inschrift Inschrift: „Errichtet 1766,/ Renoviert 1986“ |                                                    |
| Stalldorf, Am Wechsel                              | bez. 1779                 | ⊙          | Sandstein Christus kriechend, Blick zur Seite, Seil Postament, Inschriftenkartusche Inschrift: „WER NACH MIR KOMEN/ WILL DER NEHME SEIN/ KREUZ AUF SICH UND/ FOLGE MIR/ 1779“ (oben), „JOHANNES HERMANN/ ANNA MARIA SEINE EHE FRAU/ UND MARTA WALDERIN HABEN/ ZUR EHRE GOTTES DISES/ BILD MACHEN LASSEN“ | Stalldorf, Am Wechsel                              |
| Strüth, Kreuzschleiferweg                          | bez. 1813                 | ⊙          | Sandstein Postament | Strüth, Kreuzschleiferweg                          |
| Sulzdorf, Herchsheimer Weg                         | bez. 1760                 | ⊙          | Sandstein Christus kriechend, Blick nach unten, Kette Rechtecksäule, Pietà im Kapitell, Rückseite 14 Nothelfer, Inschrift Inschrift: „Wer sein Kreuz nicht auf sich nimmt und mir nachfolgt, ist meiner nicht wert./ Mt. 10,38/ 1760.“ | Sulzdorf, Herchsheimer Weg                         |
| Tauberrettersheim, Dorfäckerstraße                 | 1. Hälfte 20. Jahrhundert | ⊙          | Christus kniend, Blick zur Seite | Tauberrettersheim, Dorfäckerstraße 1               |
| Untereisenheim, Flur Nr. 66                        | bez. 1608                 | ⊙          | abgegangen |                                                    |
| Veitshöchheim, An der Steige                       | bez. 1723                 | ⊙          | Sandstein Christus kniend, Blick zur Seite, Seil Rechtecksäule, Kapitell, Relief Zunftzeichen Bäcker, Inschriften Inschriften: „O MENSCH STEH STILL BETRACHTE. MEIN DAS DEINE SVND DRAN VRSACH SEIN WAS ICH SO SCHMERZLIG GELITTEN HAB REV VND LETIH THV BVES SO WIRS TV MEIN BEZAHLEN“ (Kapitell), „DAS BILT HAT PAUEN LASSEN IOHANN LENHARD GRADE[R] ANNA MARIA SEIN EHEWEIB UND SEIN ANWESELTEN ZU EHREN DER H CRE...UTZ TRAG ...UNG IESU GOTT SEY UNS ALLEN SANT GNAETIG UND BARMERZIG. AMEN“ (Sockel)                                               |                                                    |
| Wolkshausen, Nähe Pfaffenweg                       | 1801                      | ⊙          | Sandstein Christus kriechend, Blick nach unten, Häscher Postament, Pietàrelief, Inschrift Inschrift: „1801/ HAD GEORG/ POPP UND BAR/ BARA DESEN EHE/ FRAU DIS BILD/ ERRICHT“ |                                                    |
| Wolkshausen, Triebäcker                            | 1741                      | ⊙          | Leopold Kurzhammer, Sandstein Christus kriechend, Blick nach unten, Kette Postament, Inschriftenkartusche Inschrift: „WER SEIN CREUZ NIT AUF SICH NIMBT UND FOLGT MIR/ NACH DER IST MEINER NICHT WERTH ALS JESUS DAS/ SCHWERE CREUZ ERSEHEN HAT ER NACH SOLCHEM/ SEINE ARMB AUSGESTRECKET UND MIT FREUDEN AUF7 SEINE VERWUNDETE SCHULTER GENOMMEN UND ZOHE/ DAS SELBE IN HÖCHSTER GEDULT AUF DEN BERG/ CALVARIAE/ ANDREAS PFANZER APPOLONIA SEINE EHELICHE HAUSFRAU/ WOLKSHAUSEN DEN 17 MAII 1741“ (oben), „RENOVIERT 1966/ LUDWIG SCHECKENBACH“ (unten) |                                                    |

#### Stadt Würzburg
| Standort                        | Datierung       | Koordinate | Eckdaten | Bild                            |
| ------------------------------- | --------------- | ---------- | --- | ------------------------------- |
| Altstadt, Alter Laichhof        | 1973            | ⊙          | kein Baudenkmal, Bronze kniender Christus, beide Hände um das Kreuz |                                 |
| Oberdürrbach, Zehnthofstraße    | 18. Jahrhundert | ⊙          | Höhe ca. 95 cm, Sandstein Christus kniend, Augen geschlossen Postament Inschrift: „Der für uns/ das schwere Kreuz/ getragen hat.“ | Oberdürrbach, Zehnthofstraße    |
| Lengfeld, Georg-Engel-Straße 21 | 19. Jahrhundert | ⊙          | Sandstein Christus kriechend, Blick zur Seite, Steinhaufen, Kette Auf Gartenmauer, Inschrift Inschrift: „O Jesus unsere Sünden sind die Ursach Deines Falles“ | Lengfeld, Georg-Engel-Straße 21 |
| Versbach, Am Altenberg          | 1776            | ⊙          | Höhe 235 cm, Sandstein Christus kriechend, Blick nach vorne, Steinhaufen, Seil Postament, Inschriftenkartusche mit Zunftzeichen Bäcker Inschrift: „Jesus truge das Creutz und Ginge hienauß auf den Berg/ Calvarie Johann 19Cap. 17vers Wann einer Mier nachfolgen will der verlaugne sich selbst/ und drage sein Creutz Däglich Luc 9 cap 20 vers/ Steh still oh Mensch und sieh Mich an Gedenk dein Sünd sind/ schuld daran. Der Creutzigung Christi zu Ehren hat Johannes Meißner/ beck zu Versbach und Catharina seine Eheliche Frau dies/ Bildniß machen lassen 1776“ |                                 |
| Versbach, Versbacher Straße 193 | 18. Jahrhundert | ⊙          | Sandstein Christus kriechend, Blick zur Seite, Steinhaufen, Seil Nische, Inschrift Inschrift: „Restauriert 1989 von den Versbacher Vereinen“ |                                 |

## Hessen

### Regierungsbezirk Kassel

#### Landkreis Fulda
Im Landkreis Fulda bestanden 1991 noch insgesamt elf Kreuzschlepperdarstellungen, wovon die meisten den aufrechtstehenden Christus unter dem Kreuz zeigen.
| Standort             | Datierung | Koordinate | Eckdaten            | Bild                 |
| -------------------- | --------- | ---------- | ------------------- | -------------------- |
| Hilders, Brander Weg | ohne      | ⊙          |                     | Hilders, Brander Weg |
| Weyhers, Halsbachweg | 1900      | ⊙          | Postament Inschrift |                      |